# Једера де Жос (Дамбовица)
Једера де Жос (рум. Iedera de Jos) насеље је у Румунији у округу Дамбовица. Oпштина се налази на надморској висини од 301 m.

## Становништво
Према подацима из 2002. године у насељу је живело 1582 становника, од којих су сви румунске националности.